# Hymenostylium hildebrandtii
Hymenostylium hildebrandtii är en bladmossart som beskrevs av Richard Henry Zander 1993. Hymenostylium hildebrandtii ingår i släktet Hymenostylium och familjen Pottiaceae. Inga underarter finns listade i Catalogue of Life.